# Projeto para a construção do Lago São Bartolomeu
O Projeto para a Construção do Lago São Bartolomeu, também chamado de Projeto para a Construção do Segundo Lago do Distrito Federal, foi um projeto de grandes proporções do Governo do Distrito Federal para a construção de um segundo lago artificial no Distrito Federal, visto que o Lago Paranoá não dava conta de fornecer água para os habitantes do Distrito Federal. A ideia surgiu em 1970, e a construção seria realizada pelo Departamento de Águas e Esgotos do Distrito Federal.
O projeto era de construir uma barragem de grandes proporções para criar um reservatório no Rio São Bartolomeu. Com 110km quadrados de metros cúbicos de água, iria ser mais de duas vezes maior que o Lago Paranoá e seria o sétimo maior Lago artificial do mundo em volume de água, além do segundo maior lago artificial da América Latina em volume de água, atrás apenas do Lago Guri, na Venezuela. O projeto só foi totalmente descartado em 2000.

## História

Mapa do projeto. Lago São Bartolomeu a direita. A esquerda o Lago Paranoá

A ideia da construção de um segundo lago é discutida desde antes da inauguração de Brasília. Por ter um clima muito seco, duvidava-se que um Lago apenas seria suficiente para aliviar o clima local, porém a própria construção do Lago Paranoá já era bem complexo, e muitos duvidavam que iria dar certo. A construção de um lago na futura nova capital era idealizado desde 1894 pela Missão Cruls Porém foi apenas em 1970 que um projeto para a construção de um segundo lago realmente foi cogitado pelo Governo do Distrito Federal.
O Lago iria de Planaltina até São Sebastião, porém o crescimento da invasões habitacionais na região inviabilizaram o projeto.

O projeto impressionava não só pela sua magnitude, mas também pelo preço da obra. Em 1970 a obra foi estimada em 226 milhões de cruzeiros novos, valor impressionante na época. Mas a justificativa para a construção do projeto era que depois de 15 anos, o projeto renderia ao Governo do Distrito Federal cerca de 1 bilhão de cruzeiros novos ao ano.
Seria construído também uma nova região administrativa do zero, chamada Interlagos, que ficaria entre os dois lagos, o que encareceu muito o projeto.
Em 2000, para justificar o descarte definitivo do projeto, a Agência Nacional de Águas disse que seria um projeto muito caro, estimado em R$ 465 milhões.
A ideia surgiu principalmente para aumentar a distribuição de água no Distrito Federal, visto que há décadas, o Distrito Federal sofre com uma crise hídrica.